# Дмитриев, Олег Владимирович
Оле́г Влади́мирович Дми́триев (31 марта 1973, Ленинград, СССР) — советский и российский футболист, полузащитник.

## Биография
Воспитанник СК «Электросила». В 17 лет попал в основу «Зенита»: команду, вылетевшую в 1989 году из высшей лиги, покинули многие опытные игроки. Дебютировал 2 июля 1990 в домашнем матче 19 тура первенства первой лиги СССР против горьковского «Локомотива», заменив после перерыва Сергея Варфоломеева. В 1992—1993 годах совместно с Владимиром Куликом, а позже и с Игорем Зазулиным составлял атакующее трио команды. В конце 1993-го получил предложение от президента волгоградского «Ротора» Владимира Горюнова, но остался в «Зените». Имел выраженный тактический разум, умел сыграть тонко, нестандартно. Являлся ключевым игроком команды начала 1990-х, прекрасно видел поле, предугадывал манёвры партнёров, был главным конструктором атак «Зенита» и лучшим голевым ассистентом. Выделялся мощью и напористостью. Предпочитал играть в глубине поля, на позиции между полузащитником атакующего плана и оттянутым форвардом. Проделывал большой объём работы, отрабатывая и в защите, и в атаке. Обладал мощным ударом, забивал голы из-за пределов штрафной площади. Совершал проходы через пол-поля. Часто выводил умным, зрячим пасом партнёров на ударную позицию, но сам в момент удара по воротам мог начать суетиться и торопиться. Много раз попадал в каркас ворот.
В 1997 году при главном тренере Анатолии Бышовце стал капитаном команды, но череда травм и снижение уровня игры привели к тому, что в 1998 году Дмитриев сыграл только четыре матча.
В 1999 году перешёл в команду первого дивизиона казанский «Рубин», который тренировал Павел Садырин. Но остаться в команде Дмитриеву помешали проблемы с лишним весом, функциональным состоянием и соблюдением режима. В 2000 году он по приглашению Сергея Ломакина перешёл в возрождённое петербургское «Динамо», которое под названием «Динамо-Стройимпульс» выступало в первенстве Северо-Запада КФК. В 2001 году «Динамо СПб» выступало во втором дивизионе, Дмитриев провёл в первенстве 33 матча, забил 5 мячей, но покинул команду (вышла по итогам сезона в первый дивизион) как игрок, не соответствующий её уровню.
В 2002 году по приглашению бывшего тренера «Зенита» Анатолия Давыдова перешёл в команду второго дивизиона «Металлург» Липецк, но из-за травмы сыграл только 7 матчей. В середине сезона вернулся в Санкт-Петербург и стал выступать за новую команду «Петротрест» в первенстве Северо-Запада. В 2003 году во втором дивизионе провёл за команду 27 игр, забил 3 мяча. Профессиональную карьеру окончил во второй команде «Зенита» в 2004—2005 годах.
По окончании карьеры работал охранником, грузчиком. В 1993 году ушёл с третьего курса университета имени Лесгафта, позже восстановился и в 2014 году окончил кафедру футбола.
С 2009 года — старший пожарный в пожарной части № 58 Фрунзенского района. Двукратный чемпион Санкт-Петербурга среди пожарных.
Женат. Двое сыновей, один из которых — от первого брака.